# Endoskopische Entnahme der Arteria radialis
Bei der Endoskopischen Entnahme der Arteria radialis (Unterarmarterie), kurz ERAH (abgeleitet von endoscopic radial artery harvesting), handelt es sich um die minimal-invasive Methode der Gewinnung von Ersatzgefäßen in der koronaren Bypass-Chirurgie.
Bypassoperationen gehören mit über 70.000 Eingriffen pro Jahr in Deutschland zu den Routineeingriffen und stellen die häufigste Operation am Herzen dar. Hierbei wird die Durchblutung des Herzmuskels durch Anlage eines Umgehungskreislaufs zur Überbrückung einer Engstelle (Stenose) der Herzkranzgefäße wiederhergestellt. In der Regel werden die Arteria radialis (Speichenarterie), die Arteria mammaria interna (Brustwandarterie) oder die Vena saphena magna (Beinvene) als Bypassgefäß verwendet.
Als herkömmliche Methode der Graft-Gewinnung ist die offene Entnahme der Gefäße zu nennen. Hierzu ist ein Schnitt von etwa 25 cm erforderlich, um entweder die Vena saphena magna im Bein oder die Arterie radialis im Arm mit Schere und Clip-Instrumenten zu gewinnen. Siehe auch Koronararterien-Bypass. Das hat nicht nur eine lange, unschöne Narbe sowie eine postoperative Bewegungseinschränkung zur Folge, sondern vor allem das Risiko für Sensibilitäts- und Wundheilungsstörungen (19 % bzw. 4 % bei Benutzung der Arteria radialis und 61 % bzw. 20–30 % bei Benutzung der Vena saphena magna). Die Wahrscheinlichkeit von Wundheilungsstörungen ist besonders bei Patienten mit Diabetes mellitus erhöht.
Das Risiko für oben genannte Komplikationen kann durch einen minimal-invasiven Eingriff vermindert werden. So ist beispielsweise zur Entnahme der Arteria radialis nur noch eine Inzision von ca. 2–3 cm in Höhe des Handgelenks erforderlich. Um die Arterie vom umliegenden Gewebe freizupräparieren, werden entweder endoskopische Clip-Applikatoren und Scheren verwendet oder in zunehmendem Maße aber Thermofusions-Systeme. Bei Thermofusionsverfahren werden die lateralen Gefäßabgänge der Arterie mit Hitze versiegelt.
Für eine Blutstillung per Hyperthermie sind schon Temperaturen um 60 °C ausreichend. In der Regel werden aber funktionsbedingt mit den verschiedenen Thermofusionssystemen Temperaturen von mehreren hundert Grad im Gewebe entwickelt, was bei Entnahme eines Gefäßes aber zu vermeiden ist. Die Temperaturausdehnung im Gewebe ist allerdings nicht immer bzw. mit allen Techniken kontrollierbar.

## Aktuelle Verfahren und Technologien
Die bisher angewandten Technologien – Bipolarstrom- oder Ultraschall-betriebene Zangen – benötigen Gewebe, um die entsprechende Hitze zu entwickeln. Dadurch ist die thermische Ausdehnung in Gewebe kaum kontrollierbar. So kann sich das Gewebe noch in einem Abstand von bis zu 5 mm auf über 50 °C erwärmen. Eiweiß denaturiert bei dieser Temperatur mit der Konsequenz, dass zum Beispiel Nerven in diesem Bereich geschädigt werden können.
Zunehmend erhält eine neuartige Technologie Einzug, um das Verschließen und Mobilisieren der Gefäße durchzuführen, das so genannte „Tissue Welding“-Verfahren. Ergebnisse hierzu wurden auf dem Bostoner Kongress der International Society for Minimally Invasive Cardiothoracic Surgery (ISMICS) vorgestellt. Diese Technik hilft, die sonst unumgängliche thermische Schädigung des umliegenden Gewebes und der Strukturen zu vermeiden. Die benötigte Hitze wird durch ein gleichstrombetriebenes Heizelement punktuell auf das Gewebe gebracht, so dass die Ausstrahlung im Gewebe kontrollierbar ist.
Die Wirkungsweise der für Thermofusions-Systeme verwendeten Technologien isoliert betrachtet

Bipolare HF-Technik:
Bei der bipolaren HF-Technologie fließt ein hochfrequenter Elektronen-Strom, angetrieben durch mehrere Tausend Volt, durch Gewebe, das zwischen einer Zange zusammengepresst wird. Durch den Reibungswiderstand der fließenden Elektronen mit den Elektronen der Atome in den Zellen wird die Zellflüssigkeit erhitzt, und die kollagenen Strukturen verschmelzen sich. Somit wird eine Blutstillung erreicht. Anschließend wird die Gewebebrücke mit einer Schere durchtrennt.
Beispielinstrument: Ligasure von Covidien

Ultraschallverfahren:
Zwischen zwei Branchen wird das Gewebe gepresst, wobei eine Branche unbeweglich ist und sich die Gegenüberliegende mit einer Frequenz von 55.000 Hz über das Gewebe hin und her bewegt. Die dadurch entstehende Reibungshitze verschweißt die Kollagen-Strukturen. Außerdem unterstützt die Bewegung die Durchtrennung des Gewebes (Schneiden).
Beispielprodukt: Ultracision von Ethicon

Tissue-Welding-Technologie:
Zwischen zwei Greifern wird das Gewebe komprimiert. In einem der Greifer befindet sich ein mit Gleichstrom betriebenes Heizelement, das die notwendige Hitze punktuell und kontrolliert dem Gewebe zuführt. Im Gewebe selbst wird keine Hitze produziert.
Die kollagenen Strukturen werden verschmolzen und der Gewebeverbund durch Dehydrierung unterbrochen, also geschnitten. Es entsteht Wasserdampf. In dem Moment, wenn das Gewebe durchtrennt ist, wird keine Temperatur auf das umliegende Gewebe übertragen. Somit ist die Ausdehnung der Temperatur kontrollierbar. Zusätzlich sind die Branchen mit einer thermischen Isolationsschicht bestückt. Da bei einer minimal-invasiven Entnahme einer Arterie oder Vene die Platzverhältnisse oft einen entsprechenden Sicherheitsabstand nicht zulassen, macht die Vermeidung von Hitzeausstrahlung, wie sie mit dieser neuen Technologie gegeben ist, die Entnahme um ein Vielfaches sicherer.
Beispielprodukt: MiFusion (vormals Starion) von Microline